# George & A.J.
George & A.J. è un cortometraggio d'animazione del 2009, distribuito dalla Pixar Animation Studios. Diretto da Josh Cooley e prodotto da Galyn Susman, è stato inizialmente pubblicato su iTunes come bonus per l'acquisto del film Up. Successivamente è stato pubblicato sulla pagina Facebook di Disney/Pixar e successivamente su YouTube. È stato inserito all'interno de I corti Pixar, Volume 2 ed è stato trasmesso il 26 aprile 2016 su Sky Cinema Hits in versione sottotitolata in italiano.

## Trama
Il cortometraggio inizia con una scena di Up, in cui George e A.J, due infermieri del villaggio di riposo Shady Oaks, bussano alla porta di Carl Fredricksen per accompagnarlo alla casa di riposo. Come si vede nel film, Carl invece se ne va in casa sua, mentre Russell rimane sotto il porticato. George e A.J. guardano esterrefatti il cielo, mentre scatta l'allarme antifurto del loro furgone (che nel frattempo era stato urtato dalla casa di Carl, dopo aver preso il volo, grazie a migliaia di palloncini legati ad essa).
I due continuano a rimanere stupefatti quando tornano al furgone e a letto durante la notte. Il giorno dopo il telegiornale fa un servizio sugli avvistamenti di una casa volante con palloncini. Una giornalista cerca di ottenere l'opinione di George e A.J., ma i due continuano a rimanere sbalorditi. Nel frattempo altri anziani della città, anche a Shady Oaks, guardano il notiziario e festeggiano la “fuga” di Carl.
Una settimana dopo George e A.J. tornano a svolgere il loro compito di accompagnare gli anziani a Shady Oaks con il loro furgone. Purtroppo, gli anziani si sono ispirati a Carl per mettere in atto idee simili e, ogni volta che George e A.J. si recano in una casa per portare via una persona, l'anziano che vi abita scappa in qualche modo con la sua casa. 
Infine, i due infermieri tornano al villaggio di riposo Shady Oaks, solo per trovare un vecchio fuori dalla porta che urla “Addio, babbei!” e colpisce con il suo bastone una delle tante bombole attaccate all'esterno dell'edificio; le altre bombole esplodono a ruota, spruzzando un potente gas. L'anziano entra nella sua casa e l'intero edificio si lancia nel cielo a tutta velocità. George e A.J. guardano in alto, ancora stupefatti. Alcune bombole cadono e una finisce sul loro furgone, facendo scattare di nuovo l'allarme. Improvvisamente da dietro di loro inizia a scendere un gigantesco dirigibile. Si rivela essere il dirigibile “Spirito dell'Avventura” di Charles Muntz e Carl lo sta pilotando con Russell accanto a lui. Il dirigibile atterra sopra il furgone, schiacciandolo e facendo cessare il suo allarme. Carl e Russell scendono e George, incredulo, dice: “Il signor Fredricksen?”. Passano davanti ai due infermieri e Russell accenna al fatto che la prossima volta vorrebbe pilotare lui. A.J. si gira verso George e dice: “È stata la cosa più assurda che abbia mai visto!”. Abbassano lo sguardo e trovano Dug davanti a loro che, attraverso il suo collare di traduzione, dice “Ehilà!”, lasciando George e A.J. ancora più scioccati di prima.